# Rhopalorhynchus clavipes
Rhopalorhynchus clavipes är en havsspindelart som beskrevs av Carpenter, G.H. 1893. Rhopalorhynchus clavipes ingår i släktet Rhopalorhynchus och familjen Colossendeidae. Inga underarter finns listade i Catalogue of Life.